# NGC 6552
NGC 6552 (również PGC 61252 lub UGC 11096) – galaktyka spiralna z poprzeczką (SBbc), znajdująca się w gwiazdozbiorze Smoka. Odkrył ją Heinrich Louis d’Arrest 6 października 1866 roku. Należy do galaktyk Seyferta typu 2.